# Leichtathletik-Weltmeisterschaften 2011/5000 m der Männer

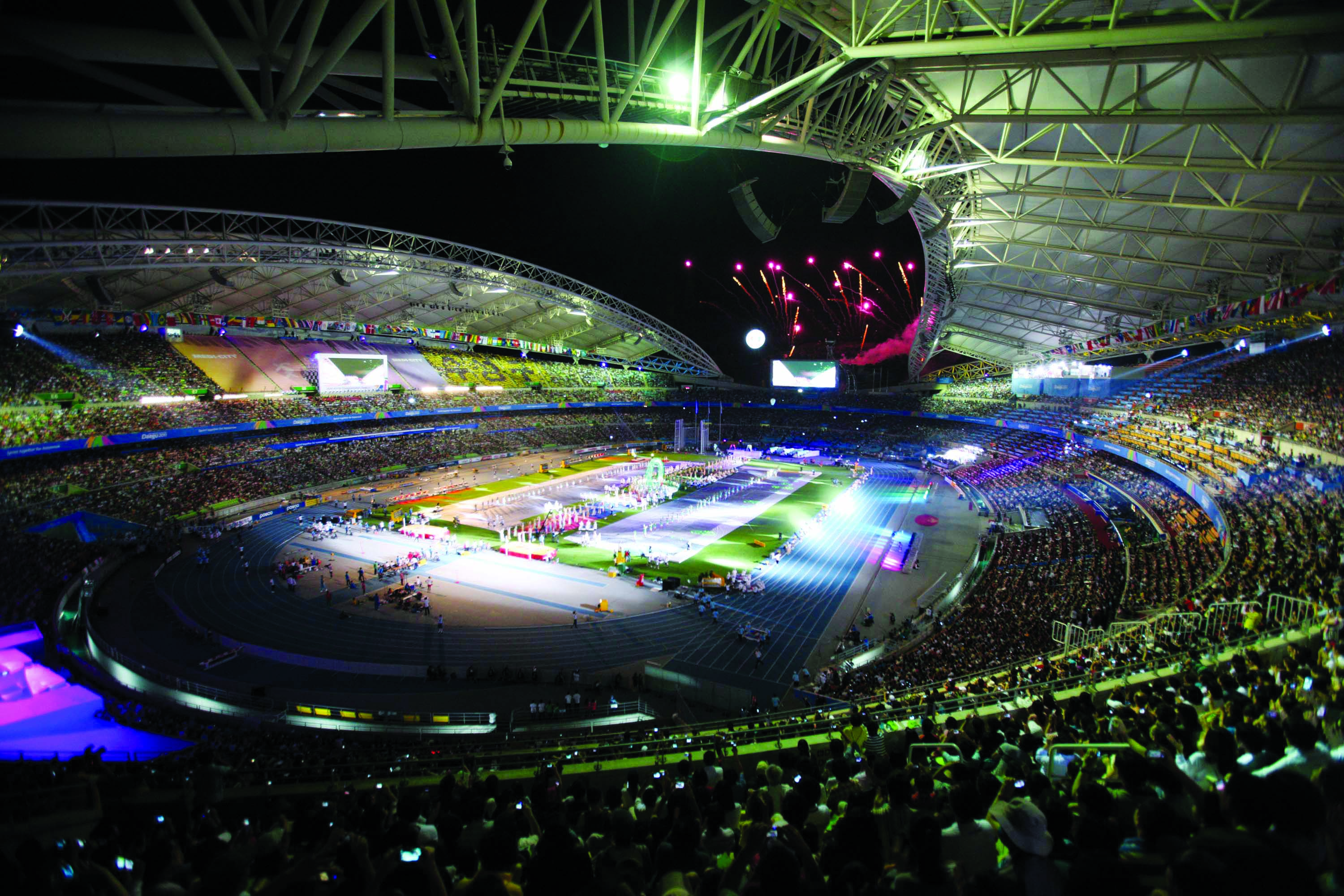
Das Daegu-Stadion im Jahr 2010

Der 5000-Meter-Lauf der Männer bei den Leichtathletik-Weltmeisterschaften 2011 wurde am 1. und 4. September 2011 im Daegu-Stadion der südkoreanischen Stadt Daegu ausgetragen.
Weltmeister wurde der amtierende Europameister und EM-Zweite von 2006 Mo Farah aus Großbritannien, der auch über 10.000 Meter amtierender Europameister war und eine Woche zuvor im Rennen über diese lange Bahndistanz Silber gewonnen hatte.

Den zweiten Platz belegte der US-amerikanische Weltmeister von 2007 und Vizeweltmeister von 2009 Bernard Lagat, der eine noch größere Erfolgsbilanz über 1500 Meter vorzuweisen hatte. Auf dieser Distanz war er 2007 Weltmeister, 2001 Vizeweltmeister, 2009 WM-Dritter, 2004 Olympiazweiter und 2000 Olympiadritter geworden.

Bronze ging an den Äthiopier Dejen Gebremeskel.

## Bestehende Rekorde
| Weltrekord               | 12:37,35 min | Kenenisa Bekele | Hengelo, Niederlande         | 31. Mai 2004    |
| Weltmeisterschaftsrekord | 12:52,79 min | Eliud Kipchoge  | WM 2003 in Paris, Frankreich | 31. August 2003 |

Der bestehende WM-Rekord wurde bei diesen Weltmeisterschaften nicht eingestellt und nicht verbessert.
Auch im schnellsten Rennen, dem Finale mit einer Endzeit von 13:23,36 min, wurde der Weltmeisterschaftsrekord um mehr als eine halbe Minute verfehlt. Die drei WM-Läufe von Daegu waren wie schon bei den Weltmeisterschaften zwei Jahre zuvor in Berlin durchweg von mäßigem Tempo gekennzeichnet, die Wettbewerber suchten die Entscheidungen im Spurt.

## Doping
Der zunächst auf Rang dreizehn platzierte Hussain Jamaan Alhamdah aus Saudi-Arabien wurde durch das saudi-arabische Anti-Doping Komitee wegen Abweichungen in seinem Biologischen Pass für zweieinhalb Jahre gesperrt. Seine seit 2009 erzielten Resultate wurden gestrichen.
Durch das Erreichen des Finales verdrängte der gedopte und später disqualifizierte Hussain Jamaan Alhamdah einen Läufer, dem das Startrecht im Finale zugestanden hätte. Unter Zugrundelegung der vorliegenden Resultate war dies Abraham Kiplimo aus Uganda, der mit seinen im zweiten Vorlauf erzielten 13:44,09 min über die Zeitregel im Finale hätte starten dürfen.

## Vorrunde
Die Vorrunde wurde in zwei Läufen durchgeführt. Die ersten fünf Athleten pro Lauf – hellblau unterlegt – sowie die darüber hinaus fünf zeitschnellsten Läufer – hellgrün unterlegt – qualifizierten sich für das Viertelfinale.
Zusätzlich entschied die Jury, den Neuseeländer Jake Robertson für das Finale zuzulassen, weil er durch Einwirkung eines Konkurrenten im zweiten Vorlauf zu Fall gekommen war.

### Vorlauf 1
1. September, 10:26 Uhr
| Platz | Name                      | Nation        | Zeit (min)                         |
| ----- | ------------------------- | ------------- | ---------------------------------- |
| 1     | Bernard Lagat             | USA           | 13:33,90                           |
| 2     | Thomas Pkemei Longosiwa   | Kenia         | 13:34,46                           |
| 3     | Dejen Gebremeskel         | Äthiopien     | 13:34,48                           |
| 4     | Isiah Kiplangat Koech     | Kenia         | 13:34,54                           |
| 5     | Galen Rupp                | USA           | 13:34,91                           |
| 6     | Bilisuma Shugi            | Bahrain       | 13:35,88                           |
| 7     | Daniele Meucci            | Italien       | 13:39,90                           |
| 8     | Javier Carriqueo          | Argentinien   | 13:47,51                           |
| 9     | Collis Birmingham         | Australien    | 13:47,88                           |
| 10    | Mumin Gala                | Dschibuti     | 13:48,19                           |
| 11    | Rui Silva                 | Portugal      | 13:50,16                           |
| 12    | Craig Mottram             | Australien    | 13:56,60                           |
| 13    | Moses Kibet               | Uganda        | 14:05,15                           |
| 14    | Goitom Kifle              | Eritrea       | 14:06,42                           |
| 15    | Abdishakur Nageye Abdulle | Somalia       | 15:13,64                           |
| DNF   | Francisco Javier Alves    | Spanien       |                                    |
| DNF   | Mounir Miout              | Algerien      |                                    |
| DOP   | Hussain Jamaan Alhamdah   | Saudi-Arabien | 13:35,47 für das Finale zugelassen |
| DNS   | Kenenisa Bekele           | Äthiopien     |                                    |
| DNS   | Adrian Blincoe            | Neuseeland    |                                    |

Im ersten Vorlauf ausgeschiedene Läufer:

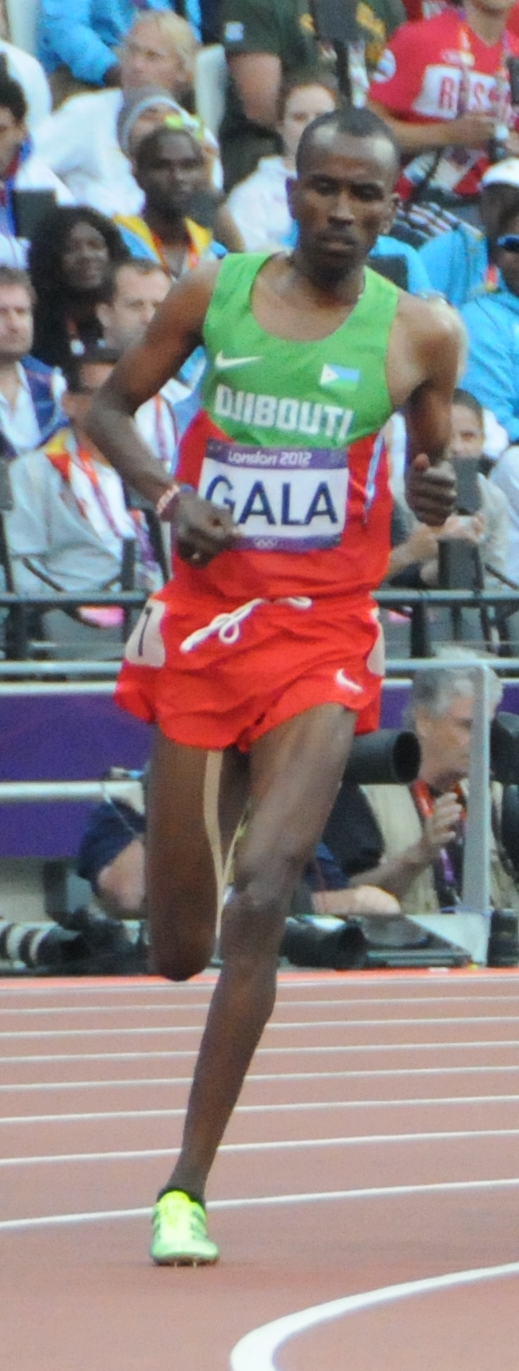
Mumin Gala Rang zehn in 13:48,19 min
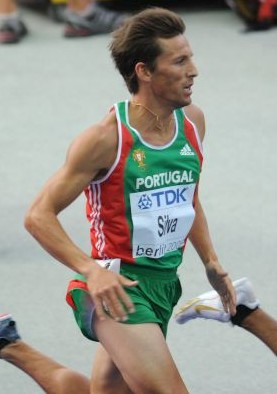
Rui Silva Rang elf in 13:50,16 min
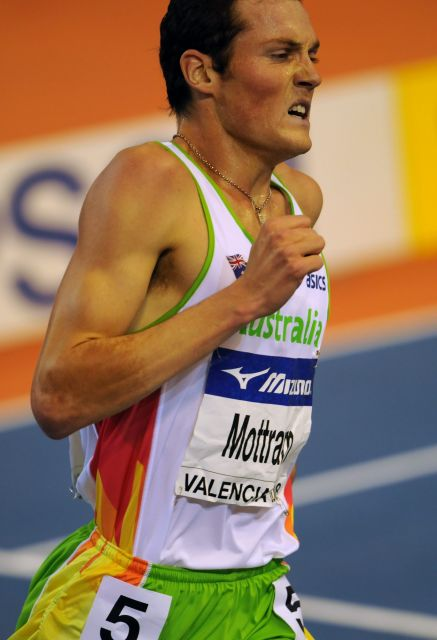
Craig Mottram Rang zwölf in 13:56,60 min
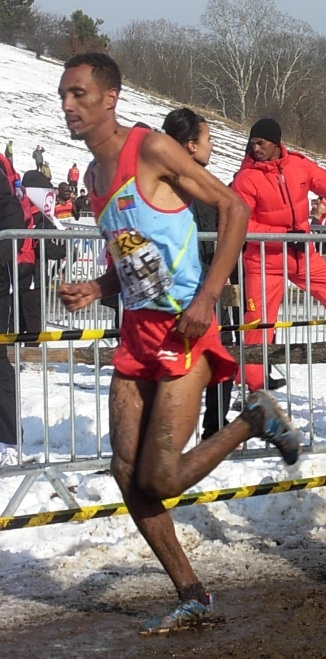
Goitom Kifle Rang vierzehn in 14:06,42 min

### Vorlauf 2
1. September, 10:26 Uhr
| Platz | Name               | Nation         | Zeit (min)                                      |
| ----- | ------------------ | -------------- | ----------------------------------------------- |
| 1     | Imane Merga        | Äthiopien      | 13:37,96                                        |
| 2     | Mo Farah           | Großbritannien | 13:38,03                                        |
| 3     | Abera Kuma         | Äthiopien      | 13:38,41                                        |
| 4     | Eliud Kipchoge     | Kenia          | 13:39,02                                        |
| 5     | Alistair-Ian Cragg | Irland         | 13:39,36                                        |
| 6     | Amanuel Mesel      | Eritrea        | 13:39,97                                        |
| 7     | Jesús España       | Spanien        | 13:40,38                                        |
| 8     | Abraham Kiplimo    | Uganda         | 13:44,09 eigentlich für das Finale qualifiziert |
| 9     | Andrew Bumbalough  | USA            | 13:44,38                                        |
| 10    | Elroy Gelant       | Südafrika      | 13:48,33                                        |
| 11    | Ben St. Lawrence   | Australien     | 13:51,64                                        |
| 12    | Jake Robertson     | Neuseeland     | 13:53,57 für das Finale zugelassen              |
| 13    | Geofrey Kusuro     | Uganda         | 13:54,58                                        |
| 14    | Dejene Regassa     | Bahrain        | 13:56,83                                        |
| 15    | Sylvain Rukundo    | Ruanda         | 13:58,92                                        |
| 16    | Rabah Aboud        | Algerien       | 14:00,34                                        |
| 17    | Gérard Gahungu     | Burundi        | 14:09,15                                        |
| 18    | Kazuya Watanabe    | Japan          | 14:20,62                                        |
| 19    | Baek Seung-ho      | Südkorea       | 15:01,37                                        |
| 20    | Christian Ngningba | Gabun          | 18:44,06                                        |
| DNF   | Abdullah al-Joud   | Saudi-Arabien  |                                                 |

Im zweiten Vorlauf ausgeschiedene Läufer:

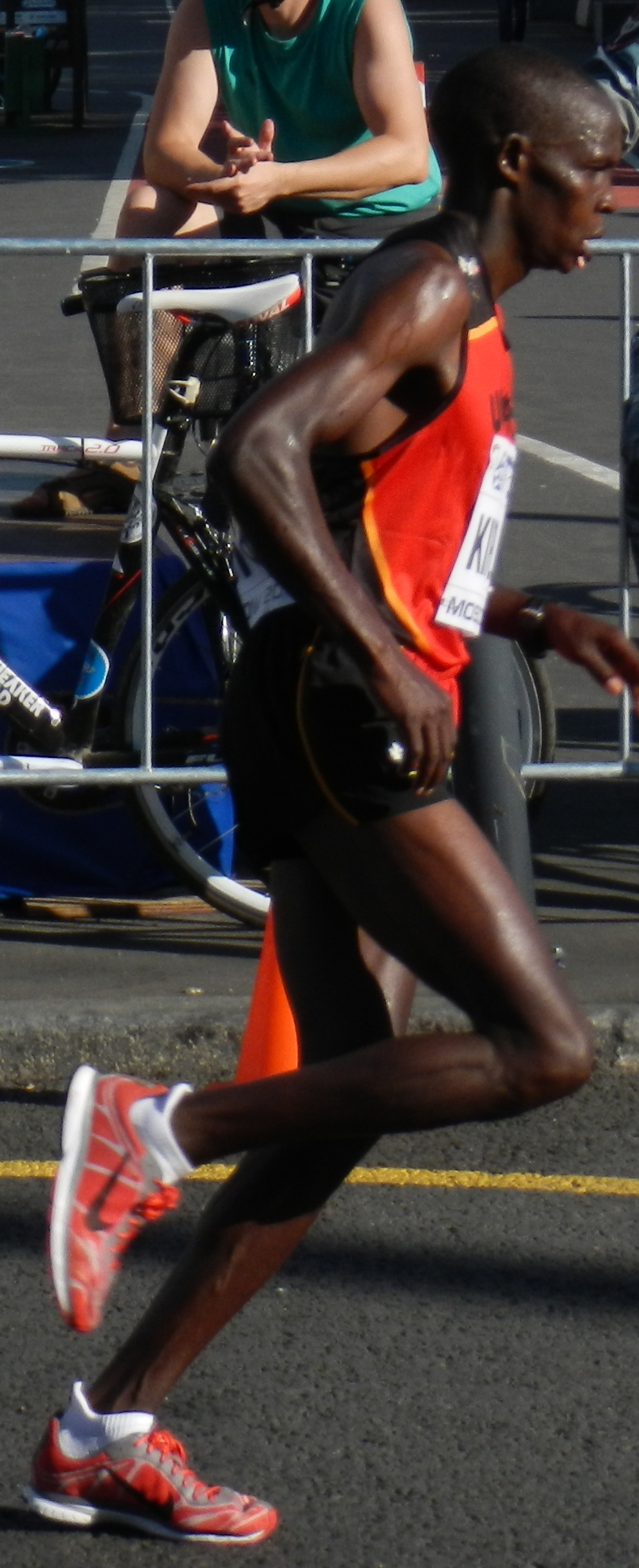
Abraham Kiplimo hätte mit seinen 13:44,09 min eigentlich im Finale starten dürfen
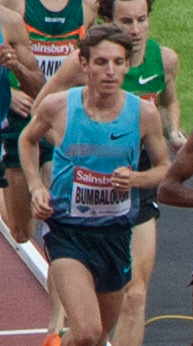
Andrew Bumbalough Rang neun in 13:44,38 min
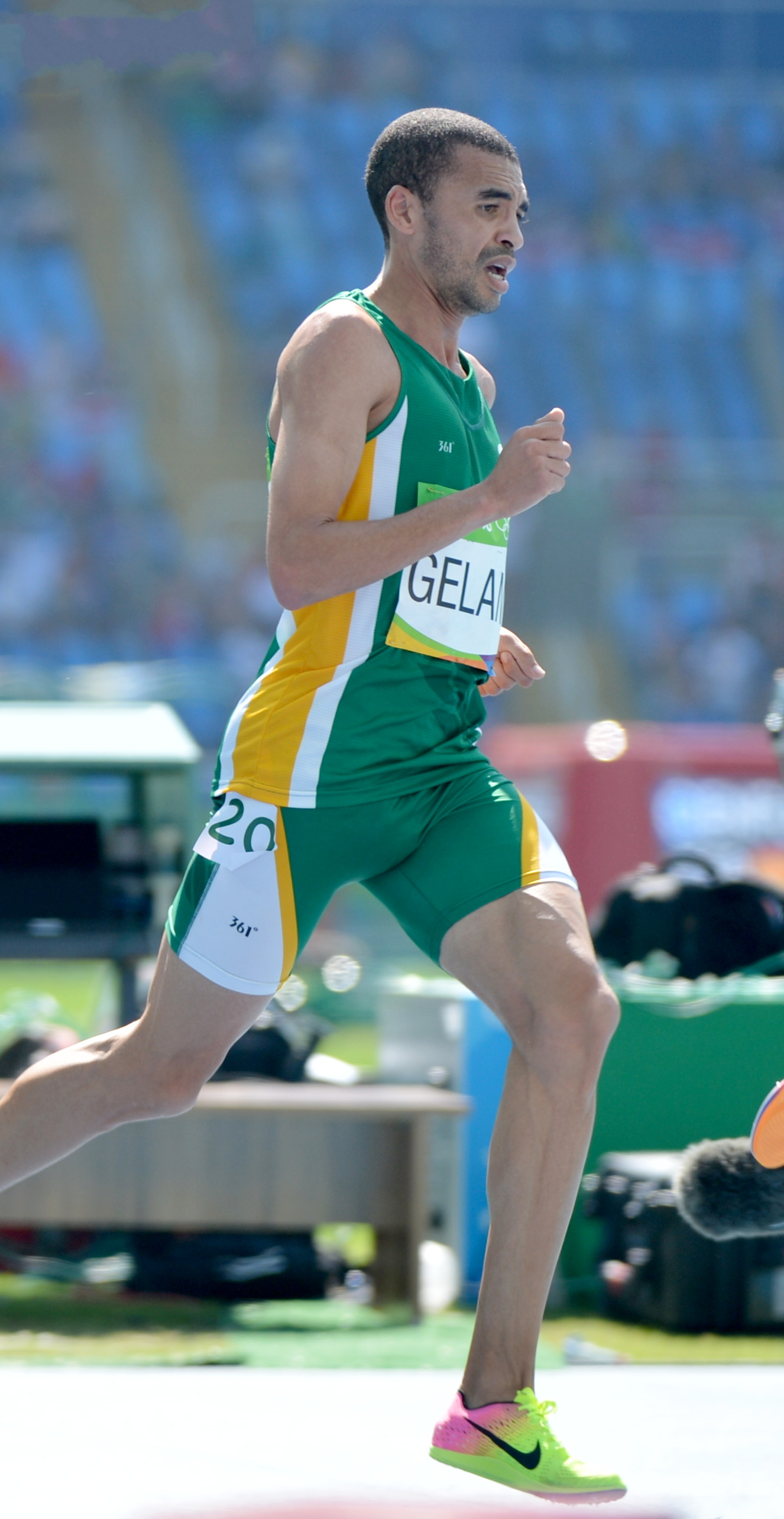
Elroy Gelant Rang zehn in 13:48,33 min
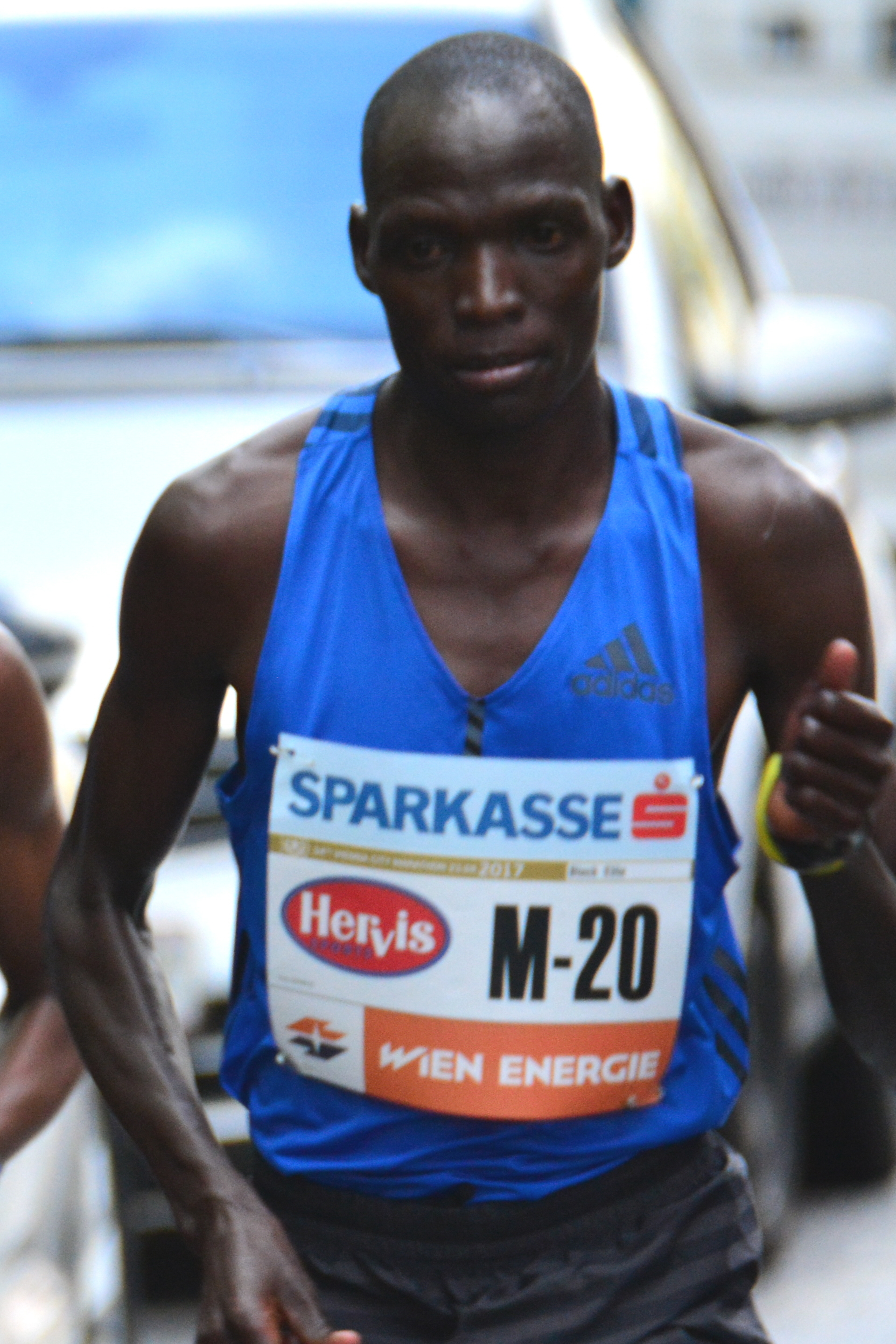
Geofrey Kusuro Rang dreizehn in 13:54,58 min
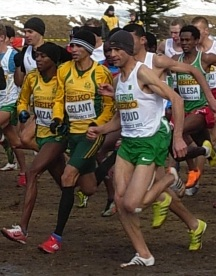
Rabah Aboud (rechts, weißes Trikot) – Rang sechzehn in 14:00,34 min

## Finale
4. September, 19:40 Uhr

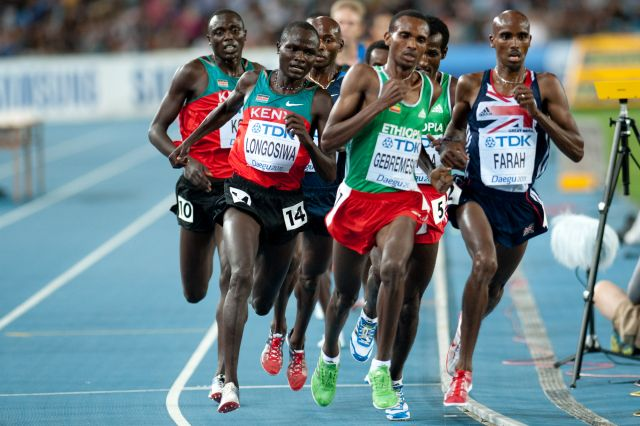
Die Spitzengruppe geht in die Zielkurve

Der Äthiopier Imane Merga, der eine Woche zuvor Bronze über 10.000 Meter gewonnen hatte, war hier in 13:23,78 min als Dritter ins Ziel gekommen. Er wurde jedoch nachträglich disqualifiziert, weil er regelwidrig die Bahn verlassen hatte.
| Platz | Name                    | Nation         | Zeit (min)                       |
| ----- | ----------------------- | -------------- | -------------------------------- |
| 1     | Mo Farah                | Großbritannien | 13:23,36                         |
| 2     | Bernard Lagat           | USA            | 13:23,64                         |
| 3     | Dejen Gebremeskel       | Äthiopien      | 13:23,92                         |
| 4     | Isiah Kiplangat Koech   | Kenia          | 13:24,95                         |
| 5     | Abera Kuma              | Äthiopien      | 13:25,50                         |
| 6     | Thomas Pkemei Longosiwa | Kenia          | 13:26,73                         |
| 7     | Eliud Kipchoge          | Kenia          | 13:27,27                         |
| 8     | Bilisuma Shugi          | Bahrain        | 13:27,67                         |
| 9     | Galen Rupp              | USA            | 13:28,64                         |
| 10    | Daniele Meucci          | Italien        | 13:29,11                         |
| 11    | Amanuel Mesel           | Eritrea        | 13:33,99                         |
| 12    | Jesús España            | Spanien        | 13:33,99                         |
| 13    | Alistair-Ian Cragg      | Irland         | 13:45,33                         |
| 14    | Jake Robertson          | Neuseeland     | 14:03,09                         |
| DSQ   | Imane Merga             | Äthiopien      | IAAF Rule 163.3 – Bahnübertreten |
| DOP   | Hussain Jamaan Alhamdah | Saudi-Arabien  | 13:34,83                         |

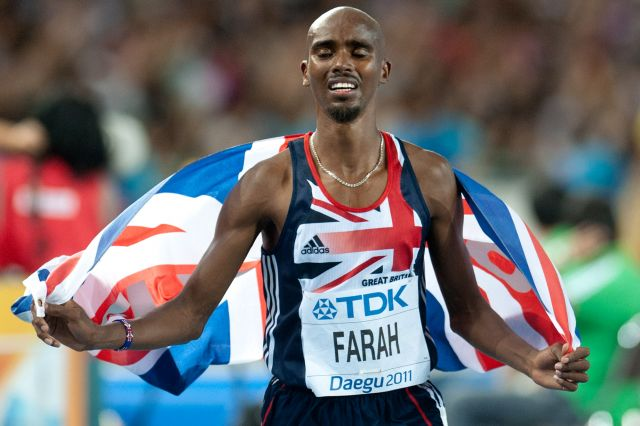
Weltmeister Mo Farah nach seinem ersten WM-Sieg
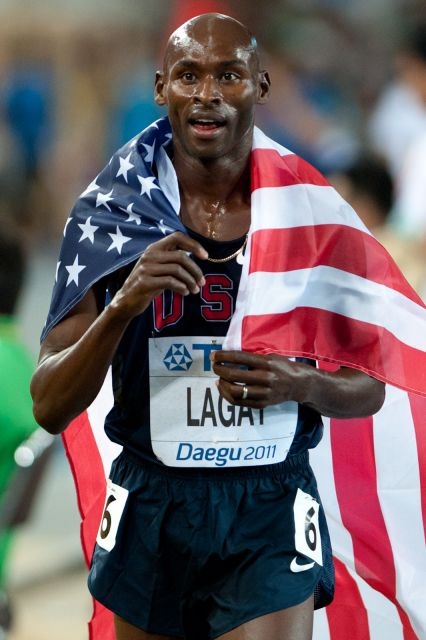
Vizeweltmeister Mo Farah feierte seine Silbermedaille
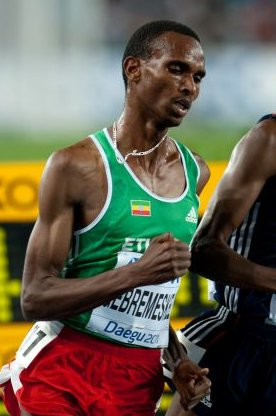
Bronzemedaillengewinner Dejen Gebremeskel

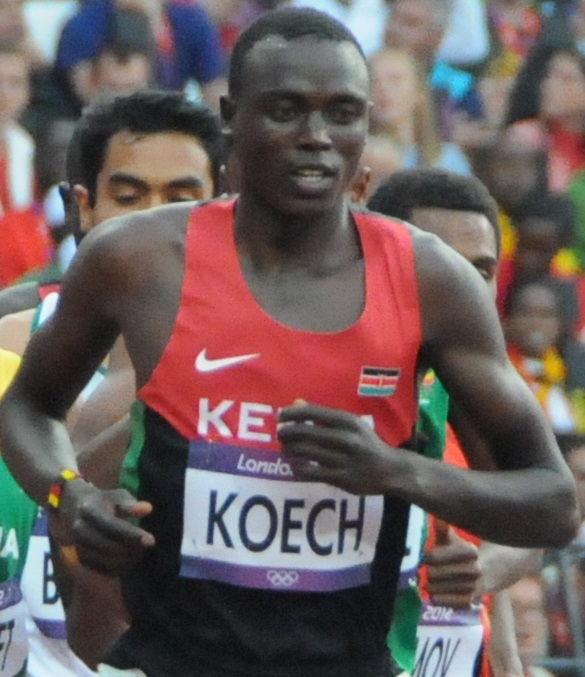
Isiah Kiplangat Koech belegte Rang vier
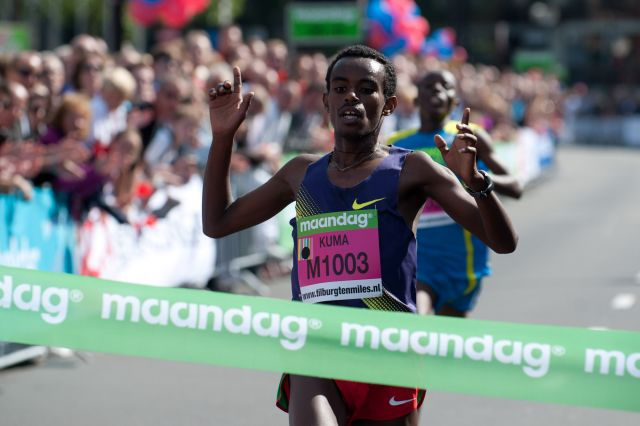
Abera Kuma – hier bei einem Straßenlauf im Jahr 2010 – kam auf den fünften Platz
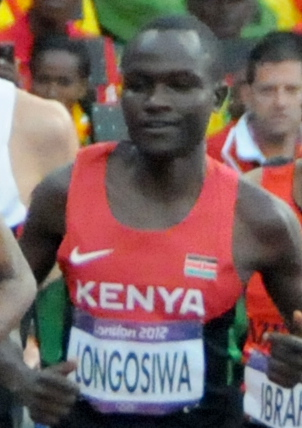
Thomas Pkemei Longosiwa erreichte Platz sechs
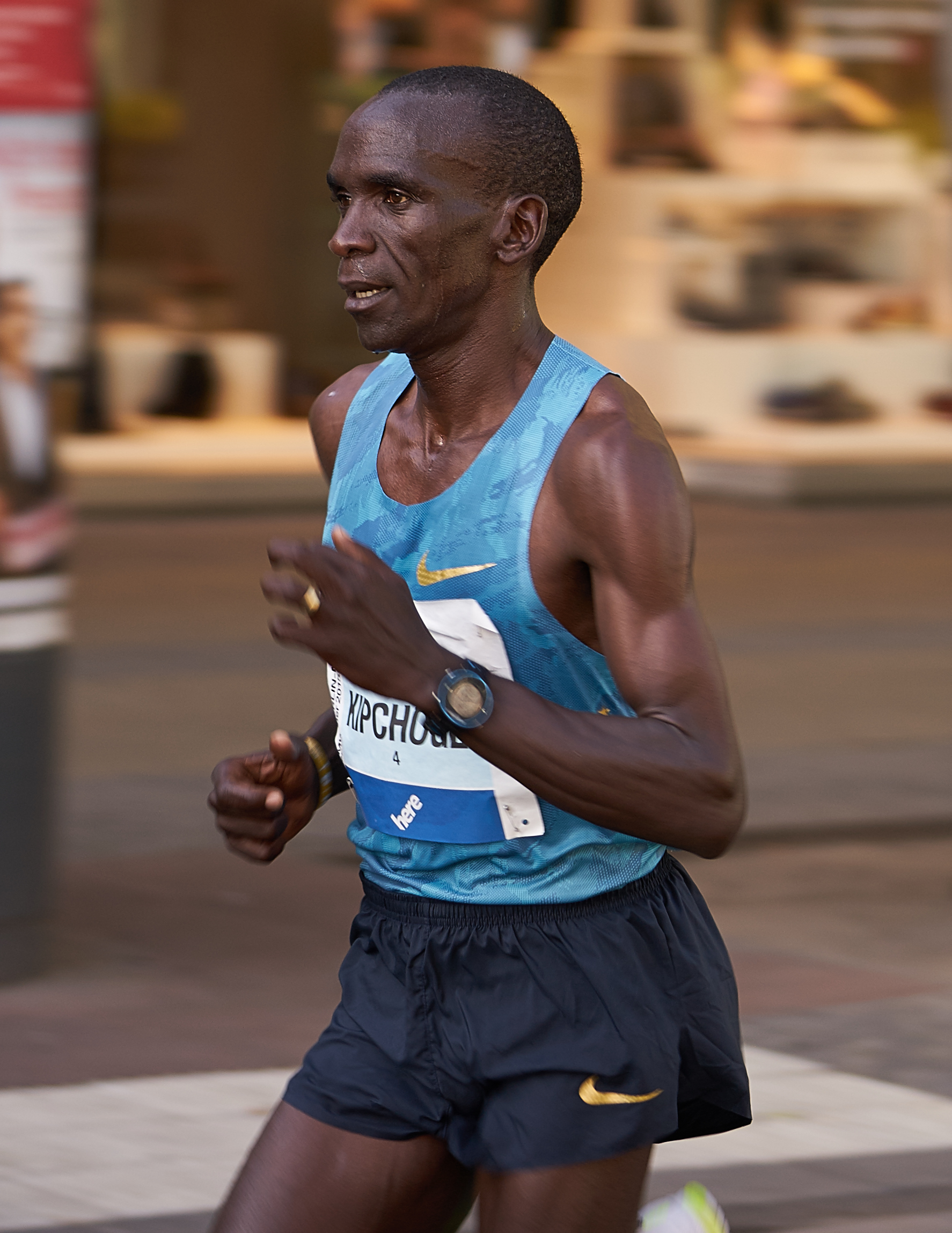
Eliud Kipchoge, unter anderem Weltmeister von 2003 und Olympiazweiter von 2008, wurde Siebter
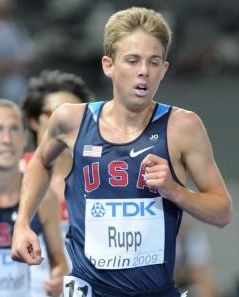
Galen Rupp – Rang neun
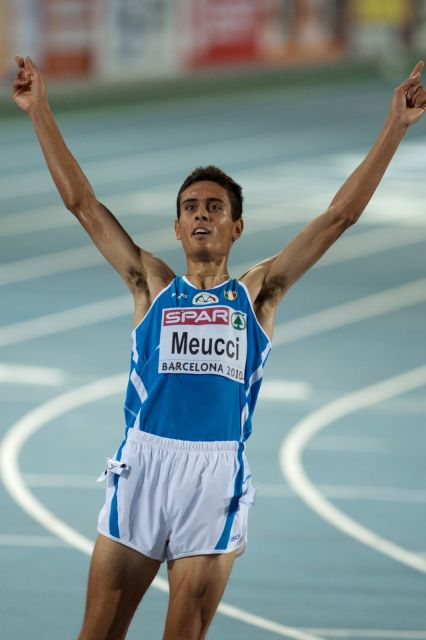
Der zehntplatzierte Daniele Meucci
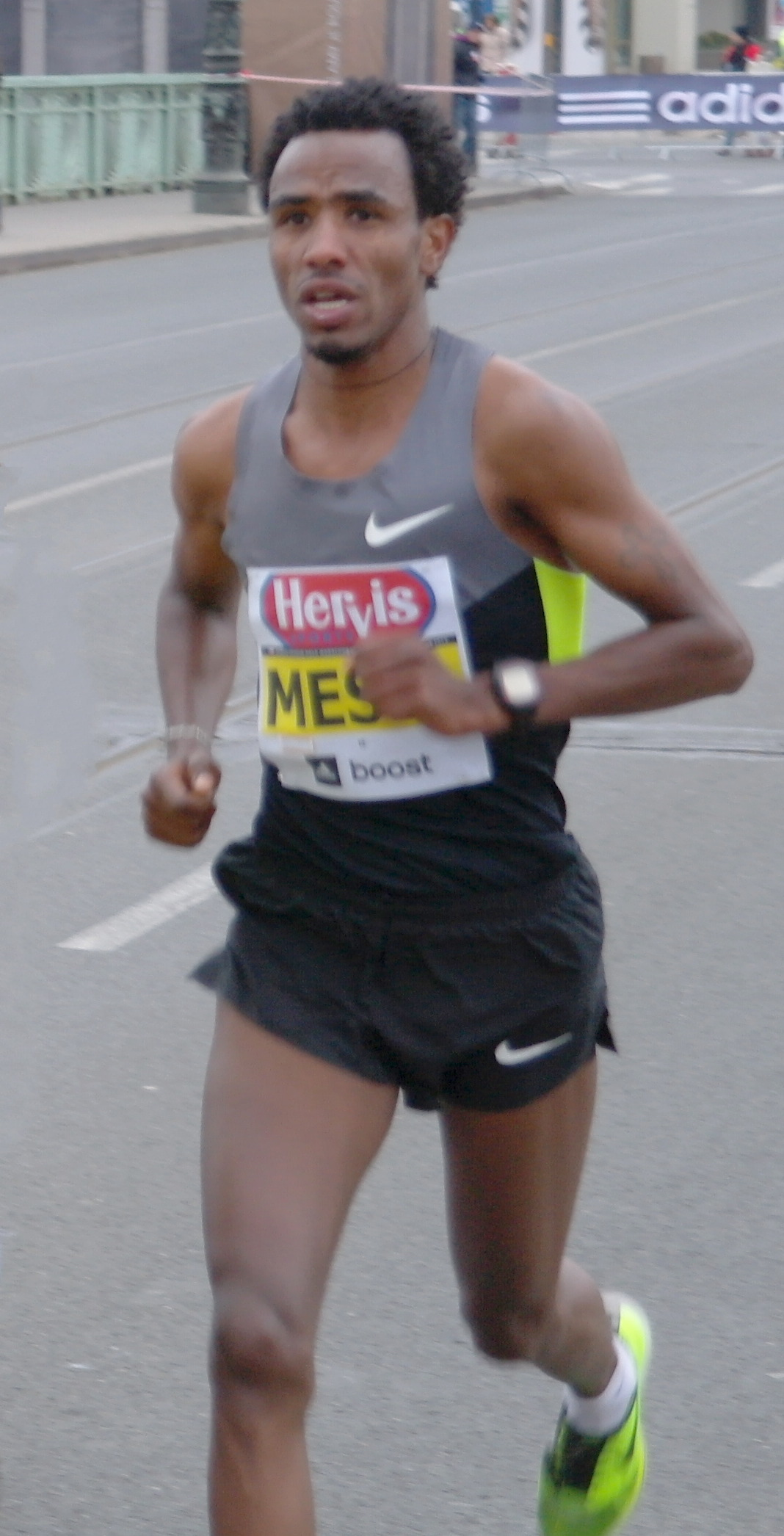
Rang elf für Amanuel Mesel

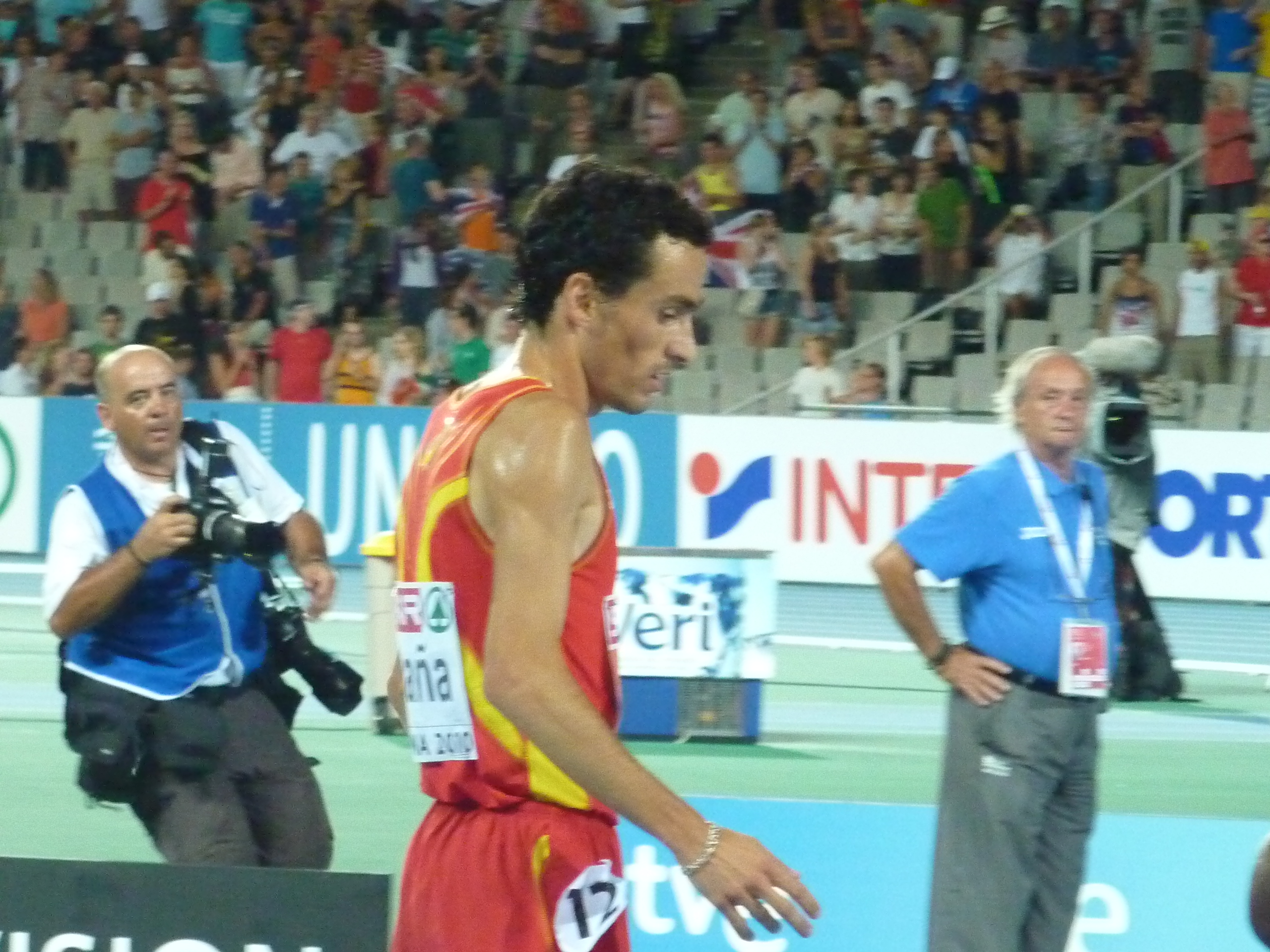
Jesús España – Platz zwölf
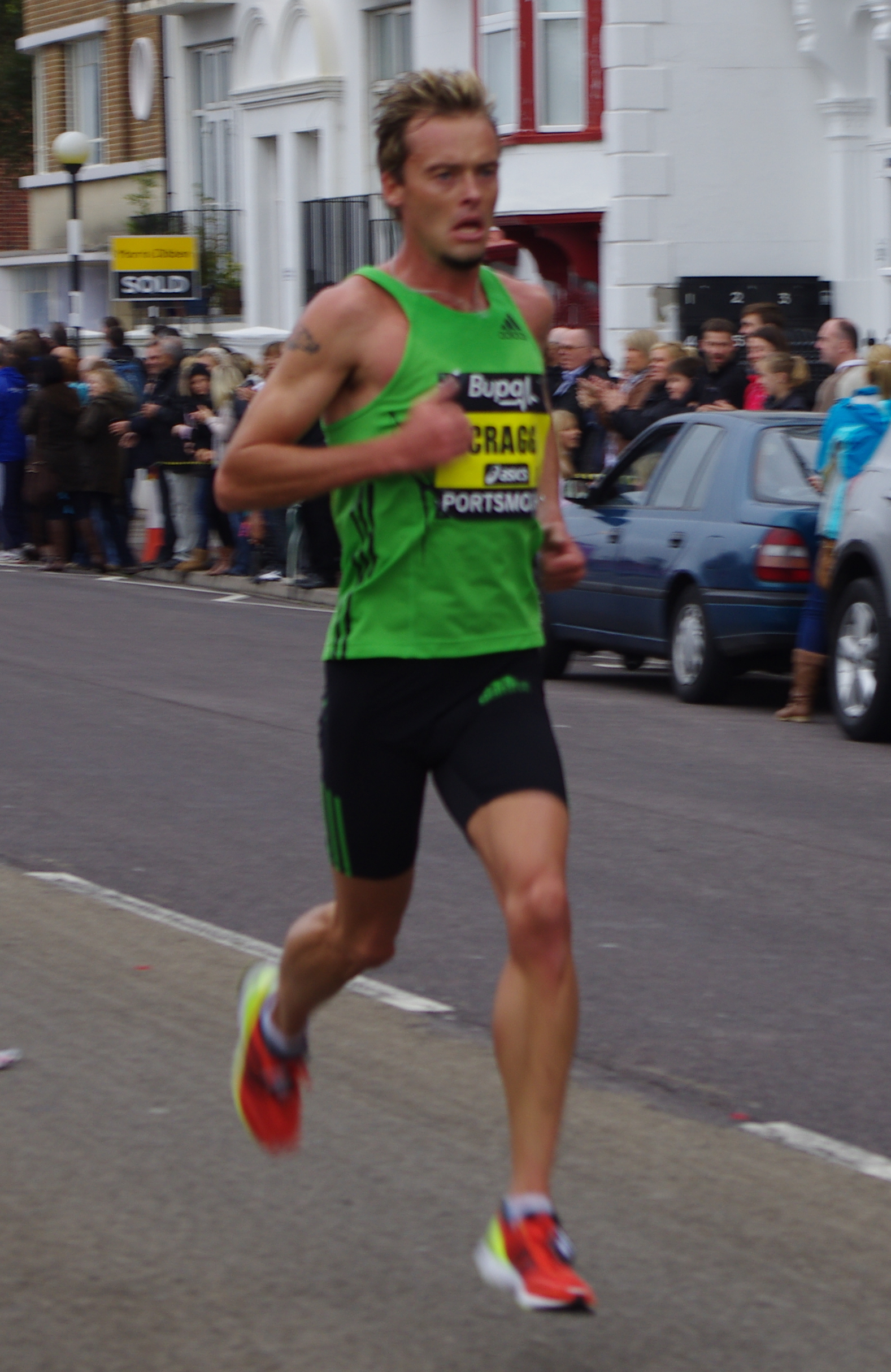
Alistair-Ian Cragg – Platz dreizehn
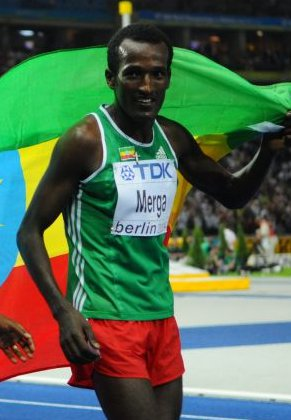
Imane Merga hatte ursprünglich Rang drei belegt, wurde jedoch wegen Bahnübertretung während des Zielsprints disqualifiziert

## Video
- 5000 Metres Final Men IAAF World Championships Daegu 2011, youtube.com, abgerufen am 20. Dezember 2020